# 梁春禄
梁春禄（1952年5月—），男，汉族，广西钦州人，中华人民共和国政治人物，曾任广西壮族自治区政协副主席，第十届全国人大代表。